# Sebian-Kiuiol
Sebian-Kiuiol (en rus: Себян-Кюёль) és un poble de la República de Sakhà, a Rússia, segons el cens del 2021 tenia 774 habitants. Pertany al districte de Sangar.